# Martyn Clarke
Martyn Gilson Clarke (Plymouth, Inglaterra; 27 de abril de 1980-Puerto Stanley, Falkland Islands/Islas Malvinas; 22 de diciembre de 2022) fue un futbolista británico, nacionalizado  argentino que jugaba de defensor o delantero. 
Participó junto al equipo representativo de las islas en cuatro Juegos de las Islas. También es conocido porque a finales de la década de 1990 tuvo un período de prueba con Boca Juniors en Buenos Aires, causando diversas reacciones en las islas.

## Biografía
Nació en Inglaterra y se trasladó junto a su familia a las islas Malvinas a muy corta edad. Su nacimiento en el Reino Unido se debió a la falta de infraestructura del hospital de las islas. Clarke siempre se definió como isleño y no como británico. Su padre Robert era un ex Royal Marine y veterano del conflicto del Atlántico Sur de 1982 y su madre Julie era dueña del pub malvinense The Globe Tavern.
Antes de probar suerte en el fútbol argentino, trabajaba como empleado de mantenimiento en el ayuntamiento de Puerto Argentino/Stanley, la capital y principal localidad del archipiélago. En ese momento era el delantero estrella del equipo del pub de su madre, que formaba parte de la liga de fútbol de las islas. También tenía una banda musical, donde tocaba la guitarra eléctrica. Clarke se definía ante la prensa como el «Maradona de Malvinas».

### Carrera futbolística
Clarke llegó a la Argentina continental el 8 de agosto de 1999, cuando tenía 19 años, para hacer prácticas en Boca Juniors. Allí llegó a través del argentino Esteban Cichello Hubner que lo vio jugar en el torneo local de las islas y solicitó permiso al entonces presidente del club, Mauricio Macri. Ya en Buenos Aires, Clarke vio un partido de Boca contra Independiente y otro contra Argentinos Juniors, cenó con Diego Maradona, vivió en la pensión de la Ciudad Deportiva de Boca Juniors, entrenó junto al futbolista Silvio Carrario en la reserva y en la cuarta división, entre otras actividades. Además, el club le brindó clases de idioma español y el Hospital Británico de Buenos Aires un seguro médico gratuito de por vida.
Clarke se convirtió en el primer jugador proveniente de las islas Malvinas que se entrenó con un club argentino, también fue primer malvinense que se mudó al continente desde 1982. Debido a que Argentina considera a las Malvinas como parte integrante de su territorio,  a Clarke, se le consideró como un argentino más. No necesitó un pasaporte, o un permiso de trabajo para jugar en Boca.
En las islas hubo muchos comentarios en contra de su accionar, en su mayoría agresivos. Algunos isleños lo llegaron a considerar como un «traidor», mientras que otros lo consideraban «víctima de un ejercicio de relaciones públicas». Patrick Watts, exdirector técnico de la selección malvinense, calificó el traslado de Clarke a la Argentina continental como un «ejercicio de propaganda orquestado por su madre». Clarke había llamado la atención de la prensa argentina. También participó en un programa de televisión junto a veteranos argentinos de la guerra de las Malvinas, donde pidió discutir la idea de tener dos banderas en las islas.
Tuvo corta estadía en el club del barrio de La Boca. Su período de prueba duró solo siete semanas debido a una distensión en el muslo de su pierna derecha. En marzo de 2001 regresó al continente donde tuvo pruebas en el Defensores de Belgrano y el El Porvenir, sin tener suerte. Luego viajó a Estados Unidos, participando en el club Connecticut Wolves, perteneciente al USL First Division. Entre 2002 y 2004 jugó durante dos temporadas en el club Brentwood Town F.C. ubicado en el condado de Essex y perteneciente a la Isthmian League.
En diciembre de 2022 se suicidó a los 42 años, decisión que conmocionó a su familia y allegados, así como también a toda la comunidad isleña.

## Selección malvinense
Clarke ha formado parte de la selección de Islas Malvinas, participando en los Juegos de las Islas en 2005, 2009, 2011 y 2013.
En 2005 marcó un penal en una de las victorias más recordadas en las islas. Fue durante el partido con Saaremaa, una isla de Estonia, cuyo seleccionado contaba en el evento con jugadores profesionales. El partido obtuvo la mayor sorpresa de los juegos en ese año. En 2013, el equipo de las Malvinas quedó en un histórico tercer lugar en los juegos, obteniendo una medalla de bronce. Clarke marcó el primer gol en el partido donde las islas le ganaron 6 - 0 al seleccionado de Frøya, una localidad de Noruega.

### Goles internacionales
| # | Fecha               | Lugar              | Rival    | Gol | Resultado | Competición                 |
| - | ------------------- | ------------------ | -------- | --- | --------- | --------------------------- |
| 1 | 12 de julio de 2005 | Shetland, Escocia  | Saaremaa | 1   | 2 - 1     | Juegos de las Islas de 2005 |
| 2 | 14 de julio de 2005 | Shetland, Escocia  | Åland    | 1   | 1 - 2     | Juegos de las Islas de 2005 |
| 3 | 18 de julio de 2013 | Hamilton, Bermudas | Frøya    | 1   | 6 - 0     | Juegos de las Islas de 2013 |

## Clubes
| Club                | Lugar                       | Año       |
| ------------------- | --------------------------- | --------- |
| Globe Tavern        | Islas Malvinas              | 1999      |
| Connecticut Wolves  | Connecticut, Estados Unidos | 2001      |
| Brentwood Town F.C. | Inglaterra                  | 2002-2004 |